# Jangipur (Uttar Pradesh)
Jangipur es  un pueblo y nagar Panchayat situado en el distrito de Ghazipur en el estado de Uttar Pradesh (India). Su población es de 12223 habitantes (2011). 

## Demografía
Según el  censo de 2011 la población de Jangipur era de 12223 habitantes, de los cuales 6380 eran hombres y 5843 eran mujeres. Jangipur tiene una tasa media de alfabetización del 79,68%, superior a la media estatal del 67,68%: la alfabetización masculina es del 86,50%, y la alfabetización femenina del 72,22%.